# Malevolent Creation
Malevolent Creation es una banda de death metal originaria de Búfalo, Nueva York (Estados Unidos). Al mudarse a Florida en 1988, se convirtieron en parte de la emergente escena local del death metal, terminando en un acuerdo con Roadrunner Records. Desde su primera grabación, The Ten Commandments, se establecieron como una de las bandas líderes de este género musical.

## Miembros

### Miembros actuales
- Phil Fasciana - Guitarra
- Lee Wollenschlaeger - Guitarra y voz
- Josh Gibbs- Bajo
- Ronnie Parmer - Batería

### Miembros anteriores
- Brett Hoffman - voz
- Kyle Symons - voz
- Jon Rubin - guitarra
- Jeff Juszkiewicz - guitarra
- Peter Tägtgren - guitarra
- Rob Barrett - guitarra
- John Paul Soars - guitarra
- Jason Hagan - guitarra
- Gordon Simms - bajo
- Justin DiPinto- batería
- Alex Marquez - batería
- Mark Simpson - batería
- Tony Laureano - batería
- Derek Roddy - batería
- Dave Culross - batería
- Gus Rios - baterìa

## Discografía
Álbumes de estudio
- The Ten Commandments (Roadrunner Records, 1991)
- Retribution (Roadrunner Records, 1992)
- Stillborn (Roadrunner Records, 1993)
- Eternal (Pavement Music, 1995)
- In Cold Blood (Pavement Music, 1997)
- The Fine Art of Murder (Pavement Music, 1998)
- Envenomed (Arctic Music, 2000)
- The Will to Kill (Nuclear Blast, 2002)
- Warkult (Nuclear Blast, 2004)
- Doomsday X (Nuclear Blast, 2007)
- Invidious Dominion (Nuclear Blast, 2010)
- Dead Man's Path (Century Media, 2015)
- The 13th Beast (Century Media, 2019)